# Административное деление Кыргызстана
Административно-территориальное устройство Кыргызстана — это деление территории на административно-территориальные единицы в целях организации эффективного государственного управления и местного самоуправления.
К административно-территориальным единицам относятся области, районы, города, а также айылные аймаки (кирг. айыл аймак — сельский округ) — административно-территориальные единицы, состоящие из одного или нескольких сёл.
На 2024 год:
- Первый уровень:[1]
  - 7 регионов (кирг. облус / дубан)
  - 2 города республиканского значения (Бишкек и Ош)
- Второй уровень:[2]
  - 44 районов, включая 4 района города Бишкек.
  - 14 городов регионального значения.
- Третий уровень:[2]
  - 19 городов районного значения.
  - 268 айыльных аймака[3] (До 2024 года было 484 айыльных аймака).

Также город Бишкек делится на 21 муниципальных-территориальных управления (МТУ).

## Первый уровень
В составе первого уровня административно-территориального деления Кыргызской Республики входят 7 областей и 2 города республиканского значения.
| № | Регион                                           | Флаг герб | Адм. центр     | Число районов | Наличное население* (на 1.06. 2024 г.) | Территория, км² |
| --- | ------------------------------------------------ | --------- | -------------- | ------------- | -------------------------------------- | --------------- |
| 1 | город Бишкек (кирг. Бишкек)                      |           | -              | 4             | ↗ 1 240 000                            | 387 км2         |
| 2 | город Ош (кирг. Ош)                              |           | -              | нет           | ↗ 467 900                              | 182 км2         |
| 3 | Баткенская область (кирг. Баткен облусу)         |           | г. Баткен      | 3             | ↗ 597 213                              | 17 057 км2      |
| 4 | Джалал-Абадская область (кирг. Жалалабат облусу) |           | г. Джалал-Абад | 8             | ↗ 1 532 222                            | 33 700 км2      |
| 5 | Иссык-Кульская область (кирг. Ысык-Көл облусу)   |           | г. Каракол     | 5             | ↗ 563 900                              | 43 100 км2      |
| 6 | Нарынская область (кирг. Нарын облусу)           |           | г. Нарын       | 5             | ↗ 290 522                              | 45 200 км2      |
| 7 | Ошская область (кирг. Ош облусу)                 |           | г. Ош          | 7             | ↗ 1 570 231                            | 29 200 км2      |
| 8 | Таласская область (кирг. Талас облусу)           |           | г. Талас       | 4             | ↗ 299 300                              | 11 400 км2      |
| 9 | Чуйская область (кирг. Чүй облусу)               |           | г. Бишкек      | 8             | ↗ 1 146 787                            | 20 122 км2      |
| | Всего                                            | Всего     | -              | 40            | 7 301 500                              | 200 215 км2     |

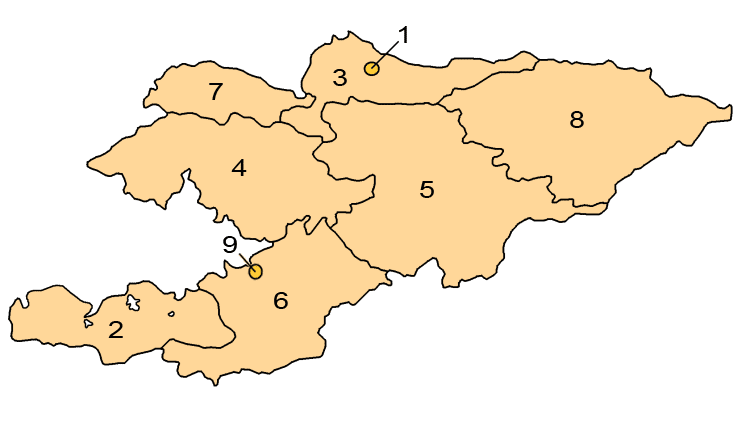
1. Бишкек
2. Баткенская область
3. Чуйская область
4. Джалал-Абадская область
5. Нарынская область
6. Ошская область
7. Таласская область
8. Иссык-Кульская область
9. Ош

| *Наличное население — население, находящееся на момент переписи на данной территории, включая временно проживающих. **Районы городов республиканского значения не являются самостоятельными административно-территориальными единицами. |                                                  |           |                |               |                                        |                 |

## Второй уровень
Второй уровень административно-территориального деления Кыргызской Республики состоит из районов и городов областного значения.
- Баткенская область
  - Баткенский район
  - Кадамжайский район
  - Лейлекский район
  - город Баткен
  - город Кызыл-Кия
  - город Сулюкта
- Джалал-Абадская область
  - Аксыйский район
  - Ала-Букинский район
  - Базар-Коргонский район
  - Ноокенский район
  - Сузакский район
  - Тогуз-Тороузский район
  - Токтогульский район
  - Чаткальский район
  - город Джалал-Абад
  - город Кара-Куль
  - город Майлуу-Суу
  - город Таш-Кумыр
- Иссык-Кульская область
  - Ак-Суйский район
  - Джети-Огузский район
  - Иссык-Кульский район
  - Тонский район
  - Тюпский район
  - город Балыкчи
  - город Кара-Кол
- Нарынская область
  - Ак-Талинский район
  - Ат-Башинский район
  - Джумгальский район
  - Кочкорский район
  - Нарынский район
  - город Нарын
- Ошская область
  - Алайский район
  - Араванский район
  - Кара-Кулджинский район
  - Кара-Сууский район
  - Ноокатский район
  - Узгенский район
  - Чон-Алайский район
- Таласская область
  - Бакай-Атинский район
  - Айтматовский район
  - Манасский район
  - Таласский район
  - город Талас
- Чуйская область
  - Аламединский район
  - Жайыльский район
  - Кеминский район
  - Московский район
  - Панфиловский район
  - Сокулукский район
  - Чуйский район
  - Ысык-Атинский район
  - город Токмок
  - город Кара-Балта
  - город Кант
- город Бишкек
  - Свердловский район
  - Первомайский район
  - Ленинский район
  - Октябрьский район

## Третий уровень
Третий уровень состоит из городов районного значения и айыльных аймаков.
| Баткенская область                  | Джалал-Абадская область                                                           | Иссык-Кульская область | Нарынская область | Ошская область                                     | Таласская область | Чуйская область                          |
| ----------------------------------- | --------------------------------------------------------------------------------- | ---------------------- | ----------------- | -------------------------------------------------- | ----------------- | ---------------------------------------- |
| г. Айдаркен г. Кадамжай г. Раззаков | г. Шамалды-Сай г. Токтогул г. Кочкор-Ата г. Кок-Джангак г. Кербен г. Базар-Коргон | г. Чолпон-Ата          | -                 | г. Араван г. Гульча г. Кара-Суу г. Ноокат г. Узген | -                 | г. Каинды г. Кемин г. Орловка г. Шопоков |

### Список айыльных аймаков
- Чуйская область: Ак-Дёбёнский, Ала-Арчинский, Арашанский, Байтикский, Васильевский, Грозденский, Кара-Джыгачский, Ленинский, Октябрьский, Таш-Дебенский, Таш-Мойнокский, Буранинский, Биримдикский, Он-Бир-Джылгы, Ибраимовский, Чуйский, Ак-Башатский, Жайылский, Кара-Сууский, Красновосточный, Кызыл-Дыйканский, Полтавский, Сары-Булакский, Сары-Кооский, Сосновский, Степнинский, Суусамырский, Талды-Булакский, Дуйшеевский, Алмалинский, Боролдойский, Джаны-Алышский, Ильичевский, Кара-Булакский, Кек-Ойрокский, Кызыл-Октябрьский, Чон-Кеминский, Чым-Коргонский, Ак-Тюзский, Ак-Сууский, Александровский, Беловодский, Беш-Терекский, Первомайский, Петровский, Предтеченский, Садовский, Сретенский, Телекский, Целинный, Чапаевский, Вознесеновский, Кураминский, Кюрпюльдекский, Ортоевский, Фрунзенский, Чалдыбарский, Асылбашский, Ат-Башинский, Военно-Антоновский, Гавриловский, Джаны-Джерский, Джаны-Пахтинский, им. Кайназаровой, им. Крупской, Камышановский, Кунтууский, Кызыл-Тууский, Нижне-Чуйский, Первомайский, Сазский, Сокулукский, Тош-Булакский, Фрунзенский айыльный аймак Сокулукского района, Ак-Кудукский, Бирдикский, Джээкский, Ивановский, Интернациональный, Иссык-Атинский, Кен-Булунский, Кочкорбаевский, Краснореченский, Логвиненковский, Люксембургский, Милянфанский, Новопокровский, Нурманбетский, Сын-Ташский, Тузский, Узун-Кырский, Юрьевский[6].

(Упразднённые в 2024 году айыльные аймаки Чуйской области: Аламудунский, Ак-Бешимский, Искринский, Кегетинский, Кош-Коргонский, Сайлыкский, Шамшинский, Маевский, Пригородный, Нижне-Аларчинский, Лебединовский и Кок-Жарский, Орокский, Новопавловский)
- Иссык-Кульская область: Шайыбек-Атинский, Садыр-Акенский, Абдрахмановский, Айгыр-Тамчинский, Кыдыр-Акенский, Хан-Тенирский, Каракольский, Алтын-Арашанский, Кашка-Сууский, Ак-Терекский, Сары-Булакский, Кюн-Чыгышский, Болот Мамбетовский, Улахольский, Джети-Огузский, Оргочорский, Кызыл-Сууский, Жаргылчакский, Барскоонский[8].

(Упразднённые в 2023 году айыльные аймаки Иссык-Кульской области: Кара-Ойский, Темирский, Кум-Бельский, Семёновский, Ананьевский, Орюктинский, Тору-Айгырский, Тамчинский, Бостеринский, Кёль-Торский, Каджи-Сайский, Тонский, Тёрт-Кульский, Кёк-Мойнокский, Ырдыкский, Липенка, Ак-Дёбёнский, Светлая-Поляна, Ак-Шыйракский, Сарууский, Дарханский, Тамгаский, Теплоключенка, Кереге-Ташский, Боз-Учукский, Ак-Булунский, Жыргаланский, Ак-Чийский, Отрадное, Тепкенский, Кара-Жалский, Октябрьский, Бёрю-Башский, Челпекский, Энильчекский.
- Нарынская область: Ак-Кыянский, Кара-Сууский, Кок-Джарский, Кочкорский, Кош-Дёбёнский, Кум-Дебенский, Сары-Булакский, Семиз-Бельский, Сон-Кульский, Талаа-Булакский, Чолпонский[10].

(В 2023 году количество аильных аймаков в Нарынской области сократили с 63 до 27, упразднены: Кош-Дёбёнский, Жерге-Талский, Конорчокский, Ак-Чийский, Терекский, Угютский, Ак-Талский, Джаны-Талапский, Кек-Джарский, Кызыл-Белесский, Ак-Джарский, Ача-Кайындинский, Кара-Коюнский, Ак-Музский, Талды-Сууский, Ак-Талааский, Джаны-Арыкский, Куйручукский, Чон-Дебеский, Таш-Дебеский, Баш-Куугандыский, Кызыл-Джылдызский, Кек-Ойский, Кабакский, Кочкорский, Ак-Кыяский, Кёк-Джарский, Талаа-Булакский, Сон-Кольский, Ортокский, Он-Арчасский, Эмгекчильский, Кара-Кужурский, Казан-Куйганский, Достукский, Сары-Ойский, Ак-Кудукский)
- Баткенская область: Айрыбазский, Уч-Коргонский, Исхак-Полотханский, Кен-Талааский, Сумбулинский, Ак-Сайский, Ак-Татырский, Дарыинский, Кара-Бакский, Кара-Булакский, Кыштутский, Самаркандекский, Суу-Башынский, Терт-Гульский, Абсамат-Масалиевский, Ак-Турпакский, Алгинский, Бирликский, Котормосский, Кыргыз-Кыштакский, Майданский, Орозбековский, Чаувайский, Советский, Ак-Сууский, Бешкентский, Джаны-Джерский, Катранский, Кулундинский, Лейлекский, Тогуз-Булакский[14].

(Переименованные 1 января 2023 года айыльные аймаки Баткенской области: Марказский → Айрыбазский, Халмионский → Исхак-Полотханский, Маргунский → Кен-Талааский)

## История
До 1926 года кыргызы жили в волостях (кирг. болуш) областей Российской империи, из них кыргызскими считались:
- Сырдарьинская область
  - Аулиеатинский уезд ↓
    - Волости: Александров, Бурно-Иванов, Гродиков, Уч-Курган, Бау-Терек, Куркуреу, Толканов, Кен-Коль, Караколь, Кара-Балта, Джаил, Орловка, Дмитриевка, Николайполь, Ур-Марал (с 1917 вошла в состав Бау-Терекской волости)
- Ферганская область
  - Ошский уезд ↓
    - Волости: Ош, Ак-Бура, Наукат, Турук, Алай, Гульча, Кипчагат, Куршаб, Кашгар-Кишлакская волость, Кара-Таш (с 1913 года в составе Гульчинской волости)

  - Маргеланский уезд ↓
    - Волости: Чимион, Ичкилик, Найман, Яукесек-Бостонская волость (кирг. Жоо-Кесек-Бостон болушу)

  - Кокандский уезд ↓
    - Волости: Сох, Исфара, Ляйляк, Найгут-Кипчат (Кипчак)

  - Наманганский уезд ↓
    - Волости: Багиш, Баястан, Кутлук-Сенд, Арым, Кырк-Угуль (кирг. Кырк-Уул), Саруй, Сусамыр, Чаткаль, Ханават, Мустур, Кызыл-Джар (Ак-Джар, с 1912 года в составе Узгенской волости)

  - Андижанский уезд ↓
    - Волости: Аим, Аим-Кишлак, Джаляль-Абад, Курган-Тепа, Наукент, Узген, Базар-Кургань, Кенколь-Карагыр, Кугарт, Кара-Куль-Сере-Суйская волость, Майли-Сай, Яссы, Чанкент (с 1911 года в составе Кугартской волости), Массы (с 1911 года в составе Базар-Курганской и Наукентских волостей)
- Самаркандская область
  - Ходжентский уезд ↓
    - Волости: Бакса-Берген, Исфаля (Исфалейская волость), Чапкулук.
- Семиреченская область:
  - Пишпекский уезд ↓
    - Волости: Атекинская, Абаильдинская, Байсеитовская, Курманбетовская, Шамсинская, Буранинская, Джуванарыкская Булекпаевская, Джанышевская, Карабулакская, Каракечинская, Кочкарская, Сарыбагишевская, Сусамырская, Темирбулатовская, Тынаевская, Николаевская (Дунганская), Токмакская (Крестьянская), Багишевская, Джамансартовская, Джилангузовская, Дулатовская, Карабалтинская, Кукрековская, Ново-Чуйская, Сейкимовская, Сукулукская, Чуйская, Александровская (Дунганская), Беловодская (Крестьянская), Аламединская, Восточно-Ргайтинская, Иссыгатинская, Калгутинская, Кыбраевская, Толкановская, Чумичевска, Таш-Тюбе, Лебединская.

  - Пржевальский уезд ↓
    - Волости: Пржевальская, Сазанская, Марийнская (Дунганская), Джетыогузовская, Заукинская, Кенсуйская, Кунгей-Аксуйская, Курмектинская, Семизбельская, Тонская, Турайгырская, Тургенская, Тюпская, Улахольская, Старшинство сарт калмаков, Атбашинская, Нарынская, Аджинская, Борукчинская, Джуванарыкская, Исенгуловская, Нарынская, Он-арчинская, Саяковская, Чаштюбинская, Чоринская, Шаркратминская

### В составе Российской Империи
| Семиреченская область | Сырдарьинская область |  |
| Самаркандская область | Ферганская область    |  |

Самаркандская область

До Октябрьской революции территория современного Кыргызстана была разделена между 9 уездами 4 областей Российской империи. Так, нынешний Кыргызстан относился Пишпекскому и Пржевальскому, Ошскому, Андижанскому, Наманганскому, Маргеланскому, Кокандскому, Аулие-Атинскому и Ходжентскому уезду.
Система административного деления из низшей к самой большой единице: Волость → Участок → Уезд → Область → Российская империя
После установления в 1918 году советской власти в Туркестане, территория нынешнего Кыргызстана была включена в состав Туркестанской АССР.

### Кара-Киргизская АО(1924—1925)
16 сентября 1924 года внеочередная сессия ЦИК Туркестанской АССР приняла решение о национально-государственном размежевании Средней Азии. В рамках этого решения было декларировано создание Кара-Киргизской АО в составе РСФСР.
1924 год

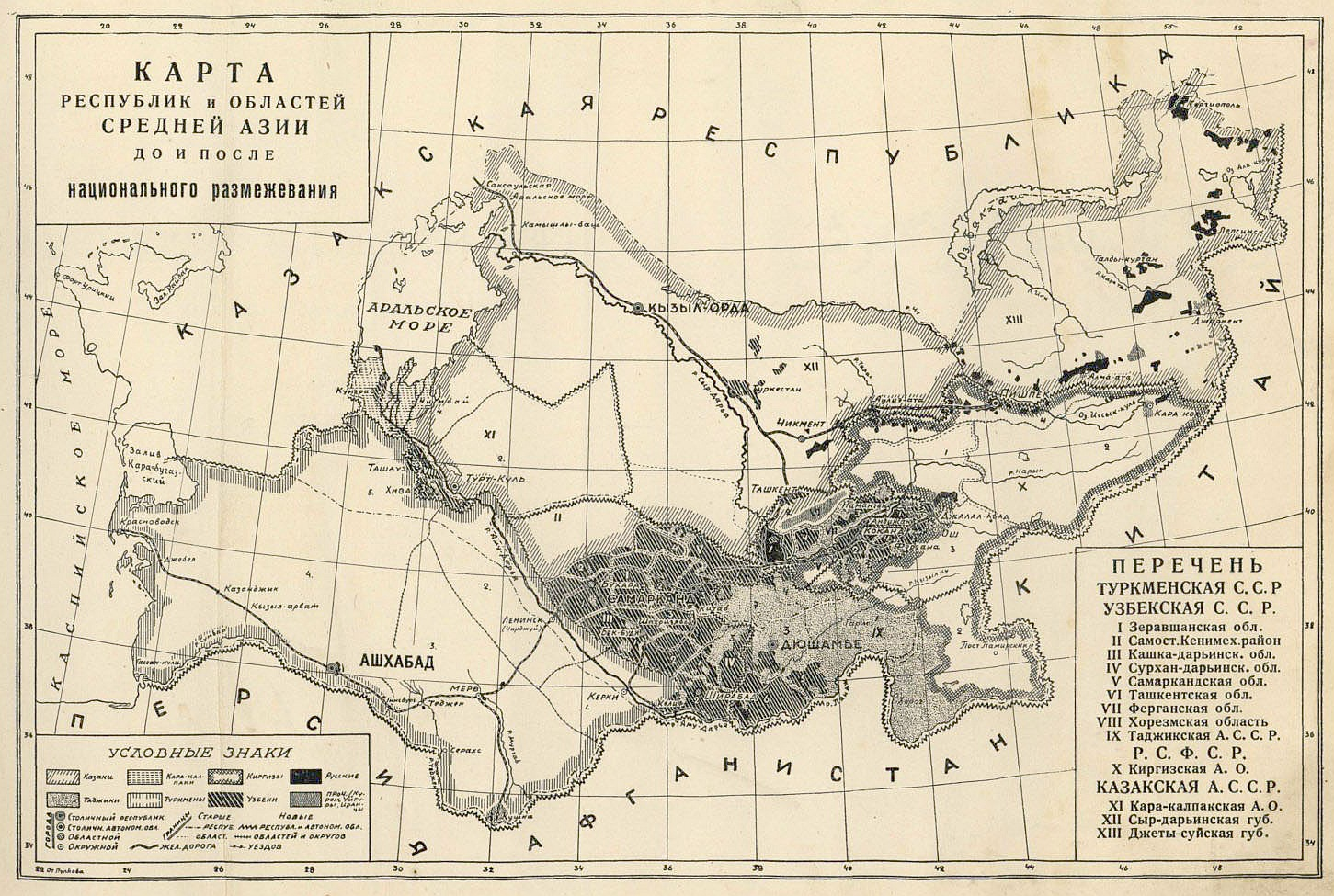
Карта Кара-Кыргызской АО. 1924 год.

- Мургабский район передан Кара-Кыргызской АО.

### Киргизская АО (1925—1926)
В мае 1925 года Кара-Киргизская АО была переименована в Киргизскую АО.
На территории автономной области были созданы 4 округа — Пишпекский (включал 21 волость), Каракол-Нарынский (16 волостей), Ошский (20 волостей) и Джалал-Абадский (19 волостей). Волости делились на 269 сельсоветов, объединявших 1173 селения. Всего в Кыргызской Автономной Области на тот момент было 6 городов, 321 селения, 727 аилов, 5 хуторов, 75 волостей
1925 год

Карта Центральной Азии и Кыргызской АО уже с переданной Таджикской АССР Мургабским районом. 1925 год.

- Мургабский район передан из состава Кыргызской АО в состав Узбекской ССР.

### Киргизская АССР (1926—1936)
1 февраля 1926 года Киргизская АО была преобразована в Киргизскую АССР. Тогда же было утверждено её новое административное деление. Согласно ему вместо округов были образованы 7 кантонов: Чуйский, Таласский, Каракольский, Нарынский, Ошский, Джалал-Абадский, Фрунзенский европейский кантон.

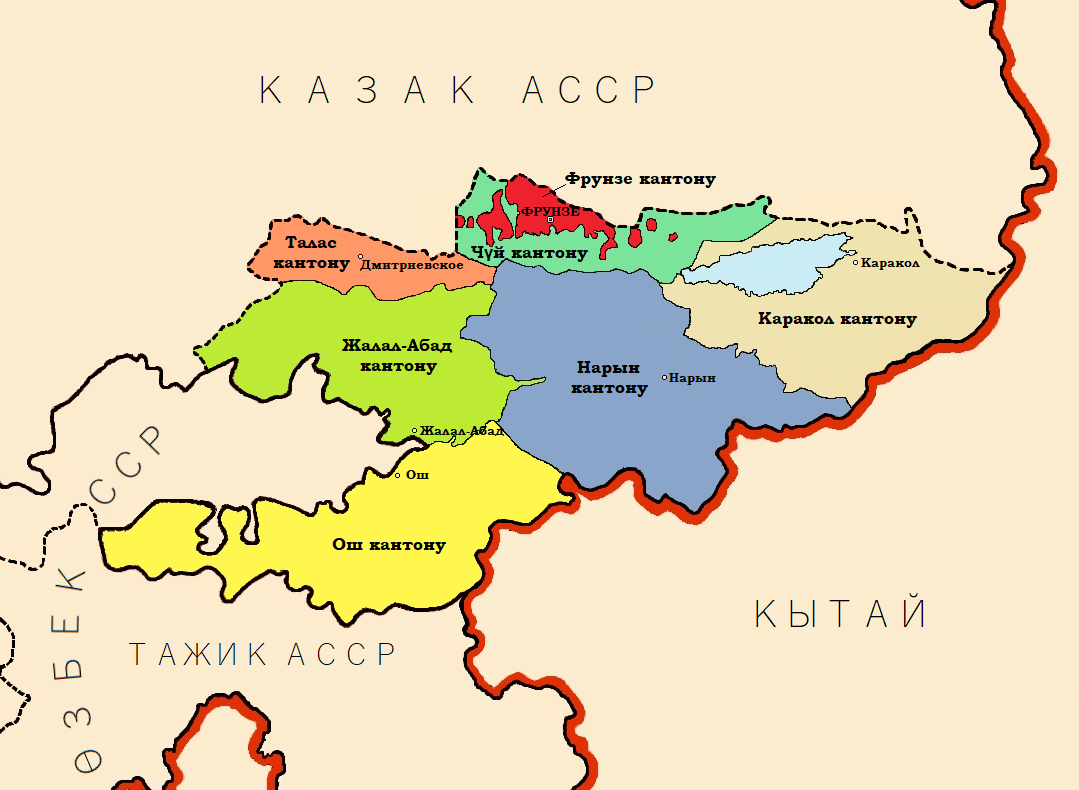
Карта Кыргызской АССР (1926—1928).

Кантоны подразделялись на 52 волости, а те на 455 сельсоветов. В том же году столица Кыргызстана город Пишпек был переименован во Фрунзе.
1. Фрунзенский европейский кантон: Беловодская, Быстрореченская, Карабалтинская, Токмакская, Фрунзенская волость.
2. Чуйский «Туземный» кантон: Аламединская, Калининская, Чуйская волость.
3. Джалал-Абадский кантон: Аимская, Базар-Курганская, Кетмень-Тюбинская, Кугартская, Кызыл-Джарская, Майкентская, Чаначская, Чаткальская.
4. Ошский кантон: Алай-Гульчинская, Араван-Буринская, Баткан-Буджунская, Исфайрамская, Ичкиликская, Капчигайская, Кульдинская, Куршабская, Наукат-Турукская, Ошская, Узгенская.
5. Каракольский кантон: Барскаунская, Джетыогузовская, Иссык-Кульская, Приозёрная, Сазановская, Теплоключинская, Тонская, Тургенская, Тюп-Кумертинская, Чолпан-Атинская волость.
6. Нарынский кантон: Ат-Башинская, Джува-Арыкская, Джумгальская, Кочкорская, Куртка-Терекская, Нарынская, Он-Арчинская, Чаш-Тюбинская, Шаркратминская волость.
7. Таласский кантон: Александровская, Дмитриевская, Коройская, Рыковская, Таласская волость.

1928 год
- Образован Кызыл-Кийский район.
- Образован Кызыл-Джарский район.

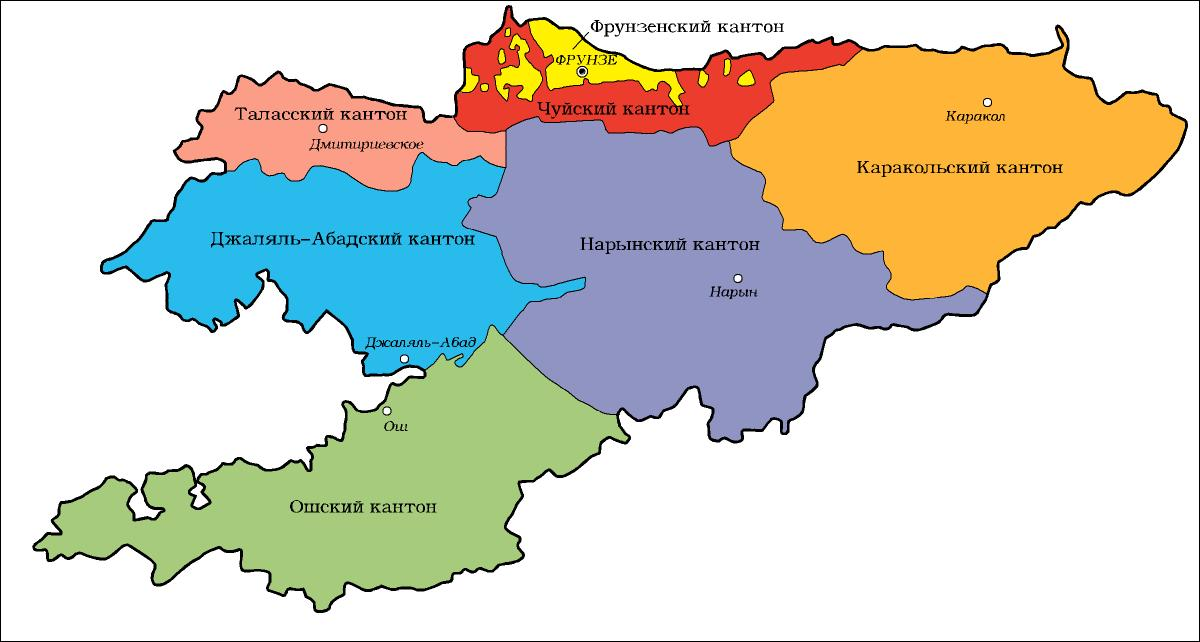
Кантоны Киргизской АССР в 1927 году

- Чуйский кантон присоеденён к Фрунзенскому кантону.
- Джалалабадский кантон и Ошский кантон объединены в Ошский округ.

1929 год

В 1929 году Киргизская АССР делилась на 1 округ, 5 кантонов, 13 районов, 29 волостей и 441 сельсовет.
1930 год

В 1930 году в Кыргызской АССР, было отменено окружное (кантонное) деление. Территория Киргизской АССР была разделена на районы, которые делились на сельсоветы.
- Образован Сталинский район.
- Образован Рыковский район.
- Кызыл-Джарский район был передан в прямое республиканское подчинение.
- Образован Кетмень-Тюбинский район.

1931 год

1 января 1931 года административное деление Кыргызстана выглядело так:
- Кыргызская АССР
  - Алайский район Центр — с. Гульча-Гузар. 15 сельсоветов (с/с)
  - Аламединский район. Центр — с. Таш-Тюбе. 21с/с
  - Араван-Буринский район. Центр — г. Ош. 17 с/с и город Ош
  - Ат-Башинский район. Центр — с. Ат-Баши. 7 с/с
  - Базар-Курганский район. Центр — с. Базар-Курган. 19 с/с
  - Балыкчинский район. Центр — с. Рыбачье. 10 с/с
  - Беловодский район. Центр — с. Беловодское. 24 с/с
  - Джалал-Абадский район. Центр — г. Джалал-Абад. 30 с/с и город Джалал-Абад
  - Джеты-Огузовский район. Центр — с. Сару. 24 с/с
  - Иссык-Кульский район. Центр — с. Курменты. 21 с/с
  - Карабалтинский район. Центр — с. Кара-Балты. 6 с/с
  - Каракольский район. Центр — г. Каракол. 31 с/с и город Каракол
  - Кетмень-Тюбинский район. Центр — с. Карасу-Акчий. 14 с/с
  - Кочкорский район. Центр — с. Кочкорка. 10 с/с
  - Кызыл-Джарский район. Центр — с. Караван. 26 с/с
  - Кызыл-Кийский район. Центр — с. Уч-Курган. 17 с/с и пгт Кызыл-Кия
  - Нарынский район. Центр — г. Нарын. 11 с/с и город Нарын
  - Наукатский район. Центр — с. Иски-Наукат. 15 с/с
  - Рыковский район. Центр — с. Александровское. 23 с/с
  - Сулюктинский район. Центр — с. Сулюкта. 15 с/с
  - Таласский район. Центр — с. Дмитриевское. 27 с/с
  - Узгенский район. Центр — г. Узген. 27 с/с и город Узген
  - Фрунзенский район. Центр — г. Токмак. 25 с/с и город Токмак
  - Чуйский район. Центр — с. Сафаровка. 7 с/с
  - город Фрунзе[20]

1935 год
- Образован Кагановичский район.
- Образован Таш-Кумырский район.
- Образован Ленинский район.
- Образован Октябрьский район.
- Образован Чаткальский район.
- Образован Тогуз-Тороузский район.

### Киргизская ССР (1936—1991)
В соответствии с Конституцией СССР, принятой 5 декабря 1936 года, Киргизская АССР была преобразована в Киргизскую ССР.

1936 год
- Образован Ворошиловский район.
- Кызыл-Кийский район переименован в Молотовский район.
- Кызыл-Джарский район переименован в Караванский район.
- Образован Ленинпольский район.
- Образован Уч-Терекский район
- Образован Ала-Букинский район.

1937 год
- Образован Фрунзенский район.

К 1938 году число районов достигло 47.

1938 год

11 марта 1938 года постановлением ЦИК Киргизской ССР территория республики была разделена на 4 округа Джалал-Абадский, Иссык-Кульский, Ошский и Тянь-Шанский. Районы, располагавшиеся на севере Киргизии (территория нынешних Чуйской и Таласской областей) не были отнесены ни к одному из округов и оставались в прямом республиканском подчинении. Так-же все населённые пункты были разделены на 2 категории: Городской населённый пункт и Населённый пункт сельского типа.
Города Фрунзе и Токмак относились к республиканским, Джалал-Абад, Каракол, Кызыл-Кия и Ош — к областным, а Нарын и Узген — к городам районного подчинения.
- Образован Халмионский район.
- Молотовский район был передан из республиканского подчинения в состав Ошского округа.
- Караванский район вошёл в состав Джалал-Абадского округа.

| АТД Киргизской ССР на 1 октября 1938 года              | АТД Киргизской ССР на 1 октября 1938 года |
| Округа                                                 | Районы |
| ------------------------------------------------------ | --- |
| Джалал-Абадский 10 районов 2 города                    | Алабукинский, Базар-Курганский, Джалал-Абадский, Караванский, Кетмень-Тюбинский, Ленинский, Октябрьский, Ташкумырский, Учтерекский, Чаткальский, г. Джалал-Абад, г. Кок-Янгак                          |
| Иссык-Кульский 5 районов 1 город                       | Джетыогузовский, Иссык-Кульский, Каракольский, Тонский, Тюпский, г. Каракол |
| Ошский 14 районов 3 города                             | Алайский, Араванский, Баткантский, Гульчинский, Карасуйский, Куршабский, Ляйлякский, Молотовский, Наукатский, Ошский, Советский, Узгенский, Халмионский, Чон-Алайский, г. Кизыл-Кия, г. Ош, г. Сулюкта |
| Тянь-Шанский 6 районов 1 город                         | Акталинский, Атбашинский, Джумгальский, Кочкорский, Нарынский, Тогузторовский, г. Нарын |
| Районы республиканского подчинения 12 районов 2 города | Балыкчинский, Будённовский, Ворошиловский, Кагановичский, Калининский, Кантский, Кеминский, Кировский, Ленинпольский, Сталинский, Таласский, Чуйский, г. Токмак, г. Фрунзе                             |

### 1939 год
21 ноября 1939 года округа Киргизской ССР были преобразованы в области, а районы республиканского подчинения объединены во Фрунзенскую область.
- Создана Фрунзенская область которая состояла из 11 районов: Будённовский, Ворошиловский, Кагановичский, Калининский, Кантский, Кеминский, Кировский, Ленинпольский, Сталинский, Таласский и Чуйский.
- Создана Тяньшаньская область которая состояла из 6 районов: Ак-Талинский, Ат-Башинский, Джумгальский, Кочкорский, Нарынский и Тогуз-Тороузский и города Нарын.
- Создана Джалал-Абадская область которая состояла из 10 районов Алабукинский, Базар-Коргонский, Джалал-Абадский, Караванский, Кетмень-Тюбинский, Ленинский, Октябрьский, Таш-Кумырский, Учтерекский, Чаткальских районов, и 1 города Джалал-Абад и 1 посёлок Кёк-Янгак.

1940 год
- Халмионский район переименован в Фрунзенский район.
- Кетмень-Тюбинский район переименован в Токтогулский район
- Упразднён Джалал-Абадский район.
- Образован Сузакский район.

В 1941—1944 годах продолжился процесс создания новых районов — за этот период их было образовано 14. 22 июня 1944 года из частей Фрунзенской и Джалал-Абадской областей была образована Таласская область в составе 5 районов — Будённовского, Кировского, Покровского, Таласского и Чаткальского.

1942 год
- Создан Панфиловский район с территориями Калининского района.
- Создан Ивановский район.
- Рабочий посёлок Таш-Кумыр стал посёлком областного подчинения.
- Упразднён Таш-Кумырский район.
- Образован Джанги-Джольский район.
- Таш-Кумырский район переименован в Джаны-Джольский район.

1943 год
- Посёлок областного подчинения Кёк-Янгак стал городом областного подчинения.
- Посёлок областного подчинения Таш-Кумыр стал городом областного подчинения.

1944 год
- Создан Кызыл-Аскерский район из частей Ворошиловского района и Кагановичского района.
- Создан Быстровский район. 9 сельсоветов Чуйского района были переданы в новосозданный Быстровский район.
- Создан Петровский район
- Создан Куланакский район
- Создан Петровский район.
- Создан Чолпонский район (Нарынская область)
- Создан Ачинский район (Джалал-Абадская область)
- Создан Покровский район
- Будённовский, Кировский, Ленинпольский, Покровский и Таласский районы были переданы в новую Таласскую область.
- Ленинпольский район передан в состав Таласской области.
- Чаткальский район передан в состав новосозданной Таласской области.

1954 год
- Чаткальский район передан в состав Джалал-Абадской области.

1956 год

Начался процесс сокращения числа областей и районов.
- Упразднена Таласская область, она полностью вошла в состав Фрунзенскую область.
- Упразднён Ачинский район.
- Упразднён Чаткальский район.
- Упразднён Уч-Терекский район.
- Майли-Сай отнесён к городам областного подчинения.

1957 год
- Молотовский район был переименован в Уч-Коргонский район.

1958 год
- Упразднён Петровский район, часть Петровского района была передана Калининскому району.
- Упразднён Янги-Наукатский район, часть вошла в состав Уч-Коргонского и Наукатского района.
- Упразднён Быстровский район, он целиком вошёл в состав Кеминского района.
- Упразднён Будённовский район.
- Упразднён Покровский район, он вошёл в состав Кировского района
- Упразднён Куланакский район.
- Упразднён Чолпонский район.
- Упразднён Караванский район, он вошёл в состав Джаны-Джольского района.
- Ворошиловский район был переименован в Аламединский район.

1959 год
- Упразднена Джалал-Абадская область, её районы отошли к Ошской области.
- Упразднена Иссык-Кульская область
- Упразднена Фрунзенская область
- Упразднена Фрунзенская область.
- Кызыл-Аскерский район был передан в республиканское подчинение.
- К Аламединскому району была присоеденена часть упраздненного Кызыл-Аскерского района.
- Панфиловский район был передан в республиканское подчинение.
- Панфиловский район целиком вошёл в состав Калининского района.
- Ленинпольский район передан в прямое республиканское подчинение, в этом же году район был упразднён.
- Упразднён Кызыл-Аскерский район. Верхне-Аларчинский, Орто-Алышский, Нижне-Аларчинский, Ново-Павловский, Военно-Антоновский, Чон-Арыкский, Кировский, Кызыл-Аскерский, Ат-Башинский, Орокский сельские советы переданы в состав Аламединского района, а Джанги-Джерский и Фрунзенский поселковые советы — в состав Кагановичского района.
- Ивановский район был сперва передан в республиканское подчинение, а потом был упразднён, Краснореченский, Октябрьский сельские советы и Калининский поселковый совет были переданы в Кантский район, а Ивановский, Сын-Ташский, Юрьевский и Кен-Булунский сельские советы — в Чуйский район.
- Упразднён Уч-Коргонский район, часть вошла в состав Фрунзенского района и Наукатского района.
- Упразднён Октябрьский район, его территория вошла в состав Сузакского района.
- Упразднён Ленинпольский район.

| АТД Киргизской ССР на 1 января 1960 года    | АТД Киргизской ССР на 1 января 1960 года |
| Области                                     | Районы и города |
| ------------------------------------------- | --- |
| Ошская                                      | Ала-Букинский, Алайский, Араванский, Базар-Курганский, Баткантский, Джанги-Джольский, Кара-Суйский, Ленинский, Ляйлякский, Наукатский, Ошский, Советский, Сузакский, Токтогульский, Узгенский, Фрунзенский, г. Джалал-Абад, г. Кизыл-Кия, г. Кок-Янгак, г. Майли-Сай, г. Ош, г. Сулюкта, г. Таш-Кумыр. |
| Тянь-Шанская                                | Ак-Талинский, Ат-Башинский, Джумгальский, Кочкорский, Нарынский, Тогуз-Тороуский, г. Нарын |
| Районы и города республиканского подчинения | Аламединский, Былыкчинский, Джеты-Огузский, Иссык-Кульский, Калининский, Кантский, Кеминский, Кировский, Пржевальский, Сокулукский, Сталинский, Таласский, Тонский, Тюпский, Чуйский, г. Пржевальск, г. Рыбачье, г. Талас, г. Токмак, г. Фрунзе                                                        |

1961 год
- Сталинский район был переименован в Московский[23].

1962 год

30 декабря 1962 года была упразднена Тянь-Шанская область с передачей входящих в неё районов в республиканское подчинение. Таким образом, в Киргизской ССР осталась только одна область — Ошская. Тогда же вновь были укрупнены районы.
- Упразднён Джумгальский район.
- Упразднён Тогуз-Тороузский район.
- Упразднён Базар-Коргонский район.

1. Упразднённые районы республиканского подчинения

- Московский район.
- Балыкчинский район.
- Кеминский район.
- Кировский район.
- Пржевальский район
- Сокулукский район
- Тонский район
- Беловодский район
- Кантский район

1. Упразднённые районы

Из Тянь-Шаньской области.
- Джумгальский район
- Тогуз-Тороуский район

Из Ошской области.
- Ала-Букинский район
- Базар-Коргонский район
- Баткенский район
- Наукатский район
- Ошский район
- Советский район

1. Переименовано

- Нарынский район → Тянь-Шаньский[23].

1964 год

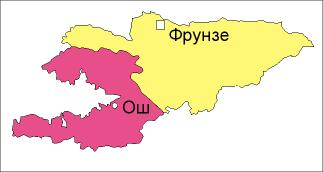
Киргизская ССР в 1962—1970 годах

Многие из упразднённых двумя годами ранее районов были восстановлены.
1. Районы республиканского подчинения

- Кеминский район
- Кировский район
- Московский район
- Сокулукский район
- Тонский район
- Джумгальский (Тянь-Шаньская область)
- Тогуз-Тороуский (Тянь-Шаньская область)
- Баткенский район (Ошская область)
- Наукатский район (Ошская область)[23].

1965 год
- Аламединский район был переименован в Кантский.
- Ворошиловский район был переименован в Кантский район.

1962 год
- Восстановлен Тогуз-Тороузский район.

1969 год

Созданы два района в Ошской области.
- Создан Ала-Букинский район.
- Создан Советский район.

1970 год

В 1970 году были воссозданы Иссык-Кульская и Нарынская (бывшая Тянь-Шанская) области. К первой отошли Джеты-Огузский, Иссык-Кульский, Тонский и Тюпский районы, а ко второй — Ак-Талинский, Ат-Башинский, Джумгальский, Кочкорский, Тогуз-Тороуский и Тянь-Шаньский.
- Тогуз-Тороузский район передан Ошской области.

Число районов продолжало расти и в 1970-е годы. Так, в 1973 году был образован Ак-Суйский район Иссык-Кульской области, в 1974 году — Аламединский район республиканского подчинения, в 1977 — Иссык-Атинский, Ленинпольский и Панфиловский районы республиканского подчинения, в 1978 — Базар-Коргонский район Ошской области.

1974 год
- Из Кантского района был веделен Аламединский район.

1977 год
- Восстановлен Панфиловский район.
- Восстановлен Ленинпольский район в составе районов республиканского подчинения.
- Создан Ысык-Атинский район из сельсоветов Чуйского района.

1978 год
- Восстановлен Базар-Коргонский район.

3 сентября 1980 года из Кировского, Ленинпольского и Таласского районов республиканского подчинения, а также из Токтогульского района Ошской области была образована Таласская область. При этом в области были созданы два новых района — Манасский и Чаткальский. В 1984 году Чаткальский район был передан в Ошскую область.

1980 год
- Токтогульский район отошёл в состав Таласской области.

| АТД Киргизской ССР на 1 января 1987 года    | АТД Киргизской ССР на 1 января 1987 года |
| Области                                     | Районы и города |
| ------------------------------------------- | --- |
| Иссык-Кульская                              | Ак-Суйский, Джети-Огузский, Иссык-Кульский, Тонский, Тюпский, г. Пржевальск, г. Рыбачье, г. Чолпон-Ата |
| Нарынская                                   | Ак-Талинский, Ат-Башинский, Джумгальский, Кочкорский, Тогуз-Тороуский, Тянь-Шаньский, г. Нарын |
| Ошская                                      | Ала-Букинский, Алайский, Араванский, Базар-Коргонский, Баткенский, Джаны-Джольский, Кара-Суйский, Ленинский, Ляйлякский, Наукатский, Советский, Сузакский, Узгенский, Фрунзенский, Чаткальский, г. Джалал-Абад, г. Кок-Янгак, г. Кызыл-Кия, г. Майли-Сай, г. Ош, г. Сулюкта, г. Таш-Кумыр |
| Таласская                                   | Кировский, Ленинпольский, Манасский, Таласский, Токтогульский, г. Кара-Куль, г. Талас |
| Районы и города республиканского подчинения | Аламединский, Иссык-Кульский, Калининский, Кантский, Кеминский, Московский, Панфиловский, Сокулукский, Чуйский, г. Кара-Балта, г. Токмак, г. Фрунзе |

1988 год
- Нарынская область была присоединена к Иссык-Кульской (кроме Тогуз-Тороуского района, переданного в Ошскую область)
- Таласская область разделена между Ошской областью и районами республиканского подчинения[23].

#### 1990—1991 годы
14 декабря 1990 года были восстановлены 3 области и создана 1.
- Восстановлена Джалал-Абадская область, с Ала-Букинский, Базар-Коргонский, Джаны-Джольский, Ленинский, Сузакский, Тогуз-Тороуский, Токтогульский и Чаткальский районами.
- Восстановлена Нарынская область, с Ак-Талинский, Ат-Башинский, Джумгальский, Кочкорский и Тянь-Шаньский районами.
- Восстановлена Таласская область с Кировский, Ленинпольский, Манасский и Таласский районами.
- Создана Чуйская область: Районы: Аламудунский, Ысык-Атинский, Калининский, Кантский, Кеминский, Московский, Панфиловский, Сокулукский и Чуйские районы[23].
- Аламединский район → Аламудунский район.
- Кантский район вошёл в состав Чуйской области.
- Столица Республики Кыргызстан — Фрунзе был переименован в Бишкек.

## Современность

### Кыргызская Республика (1991—настоящее время)
31 августа 1991 года Киргизская ССР стала независимым государством.

Флаг Республики Кыргызстан (1991—1992).

### 7 февраля 1992 года
Образован Уч-Терекский район Джалал-Абадской области.

### 27 февраля 1992 года
Образован Чон-Алайский районОшской области.

### 6 марта 1992 года
Были переименованы ряд районов:
- Джаны-Джольский р/н → Аксыйский район
- Кировский р/н → Кара-Бууринский район
- Ленинпольский р/н → Бакай-Атинский район
- Ленинский р/н → Ноокенский район
- Советский р/н → Кара-Кульджинский район
- Фрунзенский р/н → Кадамжайский район
- Образован Суусамырский район в Нарынской области.

### 8 мая 1993 года
- Калининский район был переименован в Жайылский район.

### 16 апреля 1994 года
- Чуйский район был упразднён.

### 28 мая 1994 года
- Суусамырский район передан Чуйской области[25].

### 28 сентября 1995 года
- Суусамырский район объеденён с Жайылским районом.

### 3 сентября 1998 года
- Кантский район вошёл в новосозданный Ысык-Атинского района и был упразднён.

### 30 сентября 1998 года
- Упразднён Уч-Терекский район, его территории вошли в состав Токтогульского района.

### 13 октября 1999 года
- Баткенского, Кадамжайского и Лейлекского районов Ошской области была создана Баткенская область[23].
- Бейшкенский А.А был передан из состава Бакай-Атинского района в состав Кара-Бууринского района.

### 8 февраля 2001
Ряд переименований аилов и аильных кенешей Бакай-Атинского района.
- Орловский а. а → Ак-Дебенский
- Ключевский а. а → Боо-Терекский
- Барк-Арыкский а. а → Шадыканский
- с. Орловка → с. Ак-Дёбё
- с. Ключевка → с. Боо-Терек
- с. Калинин → с. Ынтымак
- с. Кара-Кашат → с. Туйте
- с. Ленинполь → с. Бакай-Ата

### 24 июня 2004
- Тяньшаньский район переименован в Нарынский район.
- Город Нарын выведен из состава Нарынского района в областное подчинение.

В 2011 году был принят Закон «О местном самоуправлении», согласно которому, в частности, низовая единица административно-территориального деления республики — айылный округ — стала именоваться айылным аймаком.

### 13 апреля 2005 года
- Кызыл-Октябрьский а. а → Ак-Назаровский

### 27 февраля 2007 года
- с. Кызыл-Кыргызстан → с. Кыргызстан

### 27 сентября 2012 года
Были преобразованы 19 посёлков городского типа Кыргызстана: 6 из них стали городами, а 13 — сельскими населёнными пунктами.
1. Село → Город

- с. Айдаркен → г. Айдаркан
- с. Кадамжай → г. Кадамжай
- с. Токтогул → г. Токтогул
- с. Орловка → г. Орловка
- с. Каинды → г. Кайыңды
- с. Кемин → г. Кемин

1. ПГТ → Село

Ак-Булак, Ак-Тюз, Достук, Жыргалан, Кажы-Сай, Маймак, Минкуш, Найман, Сары-Таш, Совет, Сумсар, Терек-Сай, Чаувай.

### 22 августа 2016 года
Государственное агентство по делам местного самоуправления и межэтнических отношений (ГАМСУМО) предлагает переименовать ряд населенных пунктов.
1. Населённый пункт

- с. Гавриловка → с. Орто-Сай
- с. Фрунзе → с. Жыгач-Коргон

1. Административная единица

- Ново-Вознесеновский а. а → Боз-Учукский

### 24 июня 2022 года
Агентство по делам госслужбы и МСУ переименовало ряд населённых пунктов и административных единиц
1. Населённый пункт

- с. Чымгент → с. Чолпонбай

1. Административная единица

- Кара-Бууринский р/н → Айтматовский район
- Кош-Добонский а. а → Ормон-Ханский

### 16 ноября 2022 года
Садыр Жапаров подписал указ о переименовании населённых пунктов и административных единиц Баткенской области.
1. Населённый пункт

- с. Марказ → с. Айрыбаз
- с. Валакиш → с. Тегирмеч
- с. Ноогардан → с. Ак-Өргө
- с. Халмион → с. Жеңиш
- с. Даргаз → с. Кереге-Таш
- с. Дархум → с. Жети-Таш
- с. Маргун → с. Мурас
- с. Чурбек → с. Үч-Булак
- с. Мурза-Патча → с. Ак-Босого
- с. Коммуна → с. Сары-Дөбө

1. Административная единица

- Марказский а. а → Айрыбазский
- Халмионский а. а → Исхак-Полотханский
- Маргунский а. а → Кең-Талаа

### 22 февраля 2023 года
Депутаты Жогорку Кенеша приняли законопроект о переименовании и некоторых сёл и районов Кыргызстана.
- Кара-Бууринский район → Айтматовский район
- с. Чымгент → с. Чолпонбай
- Кош-Добонский аильный аймак → Ормон-Ханский аильный аймак
- с. Борбаш → с. Кайрагач[30]

### 15 ноября 2023 года
1. Населённый пункт

- с. Таштак → с. Макалды
- с. Новодонецк → с. Айтматов
- с. Козуча → с. Жанкороз-Олуя
- с. Теплоключенка → с. Ак-Суу
- с. Ичке-Булуң → с. Коңурат

### 29 ноября 2023 года
Садыр Жапаров подписал указ о переименовании 5 сел и 3 сельских округа.
1. Сёла

- с. Деш → с. Тынчтык
- с. Дукур → с. Достук
- с. Чек → с. Ынтымак
- с. Комсомольское → с. Кытай
- с. Семёновка → с. Кожояр-Ата

1. Аильные аймаки

- Котормосский а. а → Молдо-Нияз
- Назаралиевский а. а → Уч-Коргон
- Семёновский а. а → Кожояр

### 23 апреля 2024 года
Законопроект о переименовании отдельных айыльных аймаков и сёл Баткенской, Нарынской, Ошской, Таласской и Чуйской областей. — Госагентство по делам госслужбы и МСУ.
1. Сёла

- с. Говсувар → с. Орто-Боз
- с. Чимген → с. Чымкен
- с. Голбо → с. Алтын-Бешик
- с. Маданият → с. Айбийке
- с. 50 лет Киргизии → с. Миң-Жыгач
- с. имени Чапаева → с. Арча-Бешик
- с. Дыйкан → с. Чоко-Бий
- с. имени Кирова → с. Кенжебай
- с. Куру-Маймак → с. Сатыкей
- с. Покровка → с. Семетей
- с. Новомихайловка → с. Бообек
- с. Горная-Серафимовка → с. Кебек-Бий

1. Аильные аймаки

- Джергеталский а. а → Эсенаалы Дайракунов
- Сары-Булакский а. а → Рыспай Абдыкадыров
- Покровский а. а → Семетей
- Военно-Антоновский а. а → Кожомкул